# Bulgaria ai Giochi della XXXIII Olimpiade
La Bulgaria ha partecipato ai Giochi della XXXIII Olimpiade, che si sono svolti a Parigi dal 26 luglio all'11 agosto 2024, con una delegazione di 46 atleti, 21 uomini e 25 donne in 15 sport e in 16 discipline.
I portabandiera alla cerimonia di apertura dei Giochi della XXXIII Olimpiade sono stati Lyubomir Epitropov e Stanimira Petrova.

## Delegazione
| Sport              | Uomini | Donne | Totale |
| ------------------ | ------ | ----- | ------ |
| Atletica leggera   | 2      | 3     | 5      |
| Badminton          | 0      | 3     | 3      |
| Canoa/kayak        | 0      | 1     | 1      |
| Canottaggio        | 1      | 1     | 2      |
| Ginnastica         | 1      | 8     | 9      |
| Judo               | 2      | 0     | 2      |
| Lotta              | 4      | 2     | 6      |
| Nuoto              | 3      | 1     | 4      |
| Pentathlon moderno | 1      | 0     | 1      |
| Pugilato           | 3      | 2     | 5      |
| Scherma            | 0      | 1     | 1      |
| Sollevamento pesi  | 3      | 0     | 3      |
| Taekwondo          | 0      | 1     | 1      |
| Tennis             | 0      | 1     | 1      |
| Tiro               | 0      | 1     | 1      |
| Tiro con l'arco    | 0      | 1     | 1      |
| Totale             | 21     | 25    | 46     |

### Nuoto
| Atleta             | Evento                      | Batterie | Batterie  | Semifinali | Semifinali | Finale | Finale    |
| Atleta             | Evento                      | Tempo    | Posizione | Tempo      | Posizione  | Tempo  | Posizione |
| ------------------ | --------------------------- | -------- | --------- | ---------- | ---------- | ------ | --------- |
| Petar Mitsin       | 400 m stile libero maschili |          |           |            |            |        |           |
| Gabriela Georgieva | 100 m dorso femminili       |          |           |            |            |        |           |
| Gabriela Georgieva | 200 m dorso femminili       |          |           |            |            |        |           |